# Francis Brambell
Francis William Rogers Brambell (25 février 1901 - 6 juin 1970) est un scientifique médical irlandais qui passe toute sa vie professionnelle en Grande-Bretagne. 

## Éducation
Brambell est né à Sandycove, Dublin et fait ses études (1911-1914) à l'école Aravon puis en privé, se spécialisant en zoologie. Il entre au Trinity College de Dublin avec un prix d'entrée en sciences naturelles. En 1920, Brambell remporte une bourse de la Fondation et en 1922, il obtient un baccalauréat et une médaille d'or en sciences naturelles, et reçoit un prix de bourse de troisième cycle. Au cours de son premier diplôme, il est formé par des scientifiques distingués, dont les professeurs Henry Horatio Dixon, John Joly et James Brontë Gatenby. Après avoir obtenu son diplôme, il travaille en cytologie sous la direction du professeur James Brontë Gatenby, obtient son BSc (transformé par la suite en MSc) en 1923 et son doctorat en 1924 (c'est le premier doctorat du Trinity College de Dublin). En 1924, il reçoit une bourse de recherche scientifique pour l'exposition de 1851. En raison de la formation de l'État libre d'Irlande, les diplômés irlandais sont devenus éligibles aux prix d'outre-mer de la commission.

## Carrière
Brambell est nommé professeur Lloyd Roberts et chef du département de zoologie de l'Université de Bangor en 1930 à l'âge de 29 ans et y reste 38 ans. Il est le père du domaine de la transmission de l'immunité. Dans le cadre de ses études quantitatives et temporelles sur la transmission, il définit le premier système de récepteurs Fc pour les IgG, et reconnait en outre le lien entre la transmission de l'immunité passive de la mère aux petits et la protection contre le catabolisme via les IgG.
Brambell écrit Antibodies and Embryos avec WA Hemmings et M. Henderson en 1951.
Brambell est élu membre de la Royal Society en mars 1949 et remporte sa médaille royale en 1964 "En reconnaissance de son importante contribution à notre compréhension du passage des protéines de la circulation maternelle à la circulation fœtale".
En 1965, Brambell dirige le comité gouvernemental britannique qui rédige The Five Freedoms, un document affirmant les cinq libertés essentielles pour garantir la qualité de vie des animaux sous contrôle humain.
Il est décédé le 6 juin 1970. Il épouse Margaret L. Adgie en 1927.